# Cyclosa
Cyclosa är ett släkte av spindlar som beskrevs av Menge 1866. Cyclosa ingår i familjen hjulspindlar.

## Dottertaxa tillCyclosa, i alfabetisk ordning[1][2]
- Cyclosa alayoni
- Cyclosa alba
- Cyclosa albisternis
- Cyclosa albopunctata
- Cyclosa algerica
- Cyclosa andinas
- Cyclosa angusta
- Cyclosa argentata
- Cyclosa argenteoalba
- Cyclosa atrata
- Cyclosa baakea
- Cyclosa bacilliformis
- Cyclosa baloghi
- Cyclosa banawensis
- Cyclosa berlandi
- Cyclosa bianchoria
- Cyclosa bifida
- Cyclosa bifurcata
- Cyclosa bituberculata
- Cyclosa bulleri
- Cyclosa cajamarca
- Cyclosa caligata
- Cyclosa camargoi
- Cyclosa camelodes
- Cyclosa caroli
- Cyclosa centrifaciens
- Cyclosa centrodes
- Cyclosa cephalodina
- Cyclosa chichawatniensis
- Cyclosa circumlucens
- Cyclosa concolor
- Cyclosa confraga
- Cyclosa confusa
- Cyclosa conica
- Cyclosa conigera
- Cyclosa coylei
- Cyclosa cucurbitoria
- Cyclosa cucurbitula
- Cyclosa curiraba
- Cyclosa cylindrata
- Cyclosa cylindrifaciens
- Cyclosa damingensis
- Cyclosa deserticola
- Cyclosa dianasilvae
- Cyclosa diversa
- Cyclosa dives
- Cyclosa donking
- Cyclosa dosbukolea
- Cyclosa durango
- Cyclosa elongata
- Cyclosa espumoso
- Cyclosa fililineata
- Cyclosa formosa
- Cyclosa formosana
- Cyclosa fuliginata
- Cyclosa ginnaga
- Cyclosa groppalii
- Cyclosa gulinensis
- Cyclosa haiti
- Cyclosa hamulata
- Cyclosa hexatuberculata
- Cyclosa hova
- Cyclosa huila
- Cyclosa imias
- Cyclosa inca
- Cyclosa informis
- Cyclosa insulana
- Cyclosa ipilea
- Cyclosa jalapa
- Cyclosa japonica
- Cyclosa jose
- Cyclosa kashmirica
- Cyclosa kibonotensis
- Cyclosa koi
- Cyclosa krusa
- Cyclosa kumadai
- Cyclosa laticauda
- Cyclosa lawrencei
- Cyclosa libertad
- Cyclosa litoralis
- Cyclosa longicauda
- Cyclosa machadinho
- Cyclosa maderiana
- Cyclosa maritima
- Cyclosa mavaca
- Cyclosa meruensis
- Cyclosa micula
- Cyclosa minora
- Cyclosa mocoa
- Cyclosa mohini
- Cyclosa monteverde
- Cyclosa monticola
- Cyclosa moonduensis
- Cyclosa morretes
- Cyclosa mulmeinensis
- Cyclosa neilensis
- Cyclosa nevada
- Cyclosa nigra
- Cyclosa nodosa
- Cyclosa norihisai
- Cyclosa oatesi
- Cyclosa octotuberculata
- Cyclosa oculata
- Cyclosa ojeda
- Cyclosa okumae
- Cyclosa olivenca
- Cyclosa olorina
- Cyclosa omonaga
- Cyclosa onoi
- Cyclosa oseret
- Cyclosa otsomarka
- Cyclosa pantanal
- Cyclosa parangmulmeinensis
- Cyclosa parangtarugoa
- Cyclosa paupercula
- Cyclosa pedropalo
- Cyclosa pellaxoides
- Cyclosa pentatuberculata
- Cyclosa perkinsi
- Cyclosa picchu
- Cyclosa pichilinque
- Cyclosa pseudoculata
- Cyclosa psylla
- Cyclosa punctata
- Cyclosa punjabiensis
- Cyclosa pusilla
- Cyclosa quavansea
- Cyclosa quinqueguttata
- Cyclosa rainbowi
- Cyclosa reniformis
- Cyclosa rhombocephala
- Cyclosa rubronigra
- Cyclosa sachikoae
- Cyclosa saismarka
- Cyclosa sanctibenedicti
- Cyclosa santafe
- Cyclosa sedeculata
- Cyclosa senticauda
- Cyclosa serena
- Cyclosa seriata
- Cyclosa shinoharai
- Cyclosa sierrae
- Cyclosa simoni
- Cyclosa simplicicauda
- Cyclosa spirifera
- Cyclosa strandi
- Cyclosa tamanaco
- Cyclosa tapetifaciens
- Cyclosa tardipes
- Cyclosa tauraai
- Cyclosa teresa
- Cyclosa tricolor
- Cyclosa trilobata
- Cyclosa tripartita
- Cyclosa triquetra
- Cyclosa tropica
- Cyclosa tuberascens
- Cyclosa turbinata
- Cyclosa turvo
- Cyclosa walckenaeri
- Cyclosa vallata
- Cyclosa vicente
- Cyclosa vieirae
- Cyclosa xanthomelas
- Cyclosa yaginumai
- Cyclosa zhangmuensis